# Andrónico Comneno (hijo de Juan II)
Andrónico Comneno (en griego: Ανδρόνικος Κομνηνός; aprox. 1108-1142) fue el tercer hijo y el segundo varón del emperador bizantino Juan II Comneno y su esposa húngara Piroska (Irene).

## Biografía
Andrónico fue hecho sebastocrátor en una fecha desconocida. Fue uno de los dos hijos de Juan II Comneno que murieron antes que el emperador, siendo el otro Alejo, cuyo cuerpo fue traído por Andrónico, junto con el tercer hermano, Isaac, desde Antalya a Constantinopla en 1142. Andrónico murió durante el viaje de regreso.

## Familia
Andrónico Comneno estaba casado con una mujer llamada Irene (Aineadisa), con quien tuvo varios hijos, estos fueron:
- María Comnena, que se casó con Teodoro Dasiotes, luego con Juan Cantacuceno.[4]
- Juan Ducas Comneno (fallecido el 17 de septiembre de 1176), quien se casó con María Taronitisa, y tuvo una hija María.[5]
- Teodora Comnena (fallecida el 2 de enero de 1184), quien se casó con Enrique II de Austria, y tuvo tres hijos, entre ellos Leopoldo V de Austria.[6]
- Eudoxia Comnena, cuyo primer marido es desconocido y luego con Miguel Gabras. También fue una de las amantes de Andrónico I Comneno.[7]
- Alejo Comneno, (asesinado en 1183), quien se casó con María Ducaina, y tuvo dos hijos que vivieron poco. Se cree que tuvo a María de Antioquía (viuda de Manuel I) como amante. Encabezó el consejo de regencia de su hijo, Alejo II.[8]